# Jekusiel Jehuda Teitelbaum

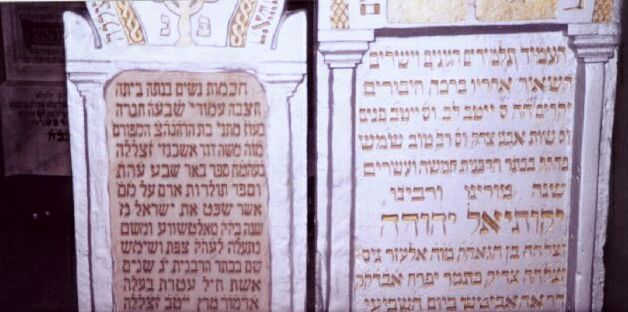
Grabstein in Sighetu Marmației (Sziget)

Jekusiel Jehuda Teitelbaum (Jekutiel Jehuda Teitelboim; geboren 1808, gestorben 8. September 1883 in Sziget, Österreich-Ungarn) war chassidischer Oberrabbiner von Stropkov (1833–1841) und Sziget (1858–1883).

## Leben
Jekusiel wurde als Sohn eines Rabbiners und Enkel von Mosche Teitelbaum geboren. 
1833 wurde er Rabbiner in Stropkov, 1841 in Újhely, 1856 in Drubitsch.
1858 wurde er zum Oberrabbiner von Sziget berufen.
1883 starb er. Nachfolger wurde sein Sohn Chananja.
Jekusiel Teitelbaum verfasste mehrere chassidische Kommentare zur Tora.